# Río Hondo megye
Río Hondo egy megye Argentína északi részén, Santiago del Estero tartományban. Székhelye Termas de Río Hondo.

## Népesség
A megye népessége a közelmúltban a következőképpen változott:
| Év   | Lakosság |
| ---- | -------- |
| 2001 | 50 395   |
| 2010 | 54 867   |